# Уэйр, Додди
Джордж Уилсон «Додди» Уэйр OBE (англ. George Wilson "Doddie" Weir; 4 июля 1970, Эдинбург — 26 ноября 2022, Мелроуз, Скоттиш-Бордерс) — шотландский регбист, выступавший на позиции лока. Провёл 61 матч за сборную Шотландии. Его имя носит ежегодно разыгрываемый кубок между Шотландией и Уэльсом.

## Карьера

### Клубная
Уэйр родился в Эдинбурге, учился в колледже Дэниэла Стюарта и Мелвилла и в Шотландском сельскохозяйственном колледже в 1988—1991 годах и получил диплом высшего национального качества (эквивалент современного диплома бакалавра). Регбийную карьеру начал в клубе при колледже Стюарта и Мелвилла, затем выступал в команде «Мелроуз» из Скоттиш-Бордерс, шесть раз в её составе становился чемпионом Шотландии. С 1995 года играл за английский профессиональный клуб «Ньюкасл Фэлконс», выиграв с ним чемпионат Англии сезона 1997/1998 и Англо-валлийский кубок в 2001 году. Завершал карьеру в команде «Бордер Рейверс» вместе с Гэри Армстронгом.

### В сборной
10 ноября 1990 года Уэйр дебютировал в игре за сборную Шотландии против Аргентины на стадионе «Маррифилд». В 1990-е годы Уэйр был узнаваемой личностью среди шотландской сборной и пользовался популярностью на домашних матчах среди болельщиков. Участник трёх розыгрышей Кубка мира 1991, 1995 и 1999 годов. В 1997 году впервые получил приз лучшего игрока в составе сборной Шотландии на Кубке пяти наций.
Как отличный мастер розыгрыша коридоров Уэйр стал членом объединённой британско-ирландской сборной, которая в 1997 году совершила турне по ЮАР, однако в ходе матча против сборной провинции Мпумаланга он получил серьёзную травму колена в результате грубой игры со стороны противника. Со временем из-за ужесточившейся конкуренции за место замка со стороны Стюарта Граймса и Скотта Мюррея Уэйр выбыл из обоймы команды и последнюю игру отыграл 4 марта 2000 года против Франции на «Маррифилде». Его итоговый результат составил 61 матч при 19 очках благодаря четырём попыткам — одной 4-очковой и трём 5-очковым. В сборной его окрестили «Бешеным жирафом» с подачи телекомментатора Билла Макларена.

## После игровой карьеры

### Деятельность
После карьеры регбиста Уэйр работал в компании по переработке мусора Hutchinson Environmental Solutions и занимал пост коммерческого директора, а также выступал с мотивационными речами. Иногда появлялся в эфире телеканалов BBC на матчах сборной Шотландии и разбирал действия команды в перерыве между таймами. Был женат (супруга — Кэти), воспитал троих сыновей — Энгуса, Хэмиша и Бена.

### Болезнь
В июне 2017 года незадолго до Всемирного дня поддержки больных боковым амиотрофическим склерозом Уэйр заявил, что ему поставили тот самый диагноз. В августе он заявил, что создаст фонд поддержки больных «Меня зовут „пятёрка“ Додди» (англ. My Name'5 Doddie), который будет собирать средства на исследование и разработку лекарств, а также на оказание материальной помощи больным людям. Додди совместно с фирмой по пошиву одежды ScotlandShop разработал новый тартан с целью сбора средств для фонда: в тартан включены чёрный и жёлтый цвета клуба «Мелроуз», тёмно-синий и белый цвета сборной Шотландии и чёрный и белый цвета «Ньюкасл Фэлконс» — именитых команд, за которые играл Додди. 25 октября 2018 года издательством Black & White Publishing выпущена автобиография «Меня зовут „пятёрка“ Додди: Автобиография» (англ. My Name'5 Doddie: The Autobiography).
31 октября 2018 года в передаче The One Show на BBC One Додди Уэйр заявил, что его фонд собрал свыше 1 миллиона фунтов стерлингов. В канун Нового 2019 года «за заслуги перед регби, перед исследованием бокового амиотрофического склероза и перед сообществом Скоттиш-Бордерс» он был награждён орденом Британской империи в звании офицера. С того же года между сборными Шотландии и Уэльса разыгрывается Кубок Додди Уэйра (в том числе и в Кубке шести наций), собранные на матчах средства от продажи билетов переводятся в фонд Додди Уэйра.
В декабре 2019 года в рамках церемонии вручения премии лучшим спортсменам года по версии Би-би-си Уэйр получил премию имени Хелен Ролласон, вручаемую спортсменам за проявленные качества в сложных и опасных жизненных обстоятельствах. Премию ему вручила принцесса Анна.

### Смерть
Вечером 26 ноября 2022 года семья Уэйра сообщила о его кончине от последствий бокового амиотрофического склероза.